# هوبره کارو
هوبره کارو (نام علمی: Eupodotis vigorsii) نام یک گونه از سرده هوبره‌های ساوانا است.